# Білозорка золотиста
Білозорка золотиста (Tachycineta euchrysea) — вид горобцеподібних птахів родини ластівкових (Hirundinidae).

## Поширення
Вид поширений на високогір'ях острова Гаїті. Трапляється в горах Центральна Кордильєра, Сьєрра-де-Баоруко, масив де ла Хотт і масив де ла Сель. Раніше траплявся на острові Ямайка, де був відомий з округу Колфакс і Блакитних гір. Але на Ямайці не спостерігався з 1989 року. Мешкає у фрагментарних гірських лісах, де домінує іспанська сосна (Pinus occidentalis).

## Спосіб життя
Харчується в основному літаючими комахами. Зазвичай трапляється парами або невеликими групами. Його гніздо розташоване в дуплі дерева, між скелями чи штучними спорудами. Облаштовує своє гніздо з пір'я та деяких рослинних волокон.

## Підвиди
- Tachycineta euchrysea euchrysea (Gosse, 1847) — Ямайка, вимер.
- Tachycineta euchrysea sclateri (Cory, 1884) — Гаїті, Домініканська Республіка.